# Opération Valfajr 6
Guerre Iran-Irak
Batailles
- Opération Kaman 99
- Bataille de Khorramchahr
- Siège d'Abadan
- Opération Morvarid

- Bataille de Nasr
- Attaque sur H-3

- Opération Samen-ol-A'emeh
- Victoire Indéniable
- Beit ol-Moqaddas
- Ramadan

- Opération Anfal
- Valfajr 2
- Valfajr 6
- Badr
- 1re bataille d'Al Faw
- Kerbala 5 et 6
- Nasr 4

- Opération Nous nous en remettons à Dieu
- Opération Mersad

- Opération Sugar
- Opération Earnest Will
- Opération Prime Chance
- Opération Eager Glacier
- Incident de Bridgeton
- Opération Praying Mantis

- Opération Opéra (raid israélien)
- Incident de l’USS Stark
- Vol Iran Air 655

L’opération Valfajr 6 (Aube 6) est une opération militaire iranienne menée du 22 au 24 février 1984 pendant la guerre Iran-Irak. Elle a pour but de sécuriser une partie de l'autoroute reliant Bagdad à Bassora et ainsi couper la liaison entre ces deux grandes villes irakiennes et menacer les lignes de communication ravitaillant l'armée irakienne sur le front. Les Iraniens rencontrent cependant une résistance irakienne féroce et l'opération est suspendue deux jours plus tard. L'Iran planifie alors l'opération Kheibar qui vise à s'emparer directement de Bassora.

## Prélude
Les échecs des cinq grandes offensives de 1983 de l'Iran visant à infliger une défaite décisive au régime de Saddam Hussein ont beaucoup irrité le gouvernement iranien. Un an plus tôt, l'armée irakienne avait été mise en déroute de la majorité du territoire iranien par l'armée régulière et les milices Pasdaran. Les étendues de territoire iranien encore occupés par l'Irak en Iran sont abandonnés sur ordre de Saddam Hussein, les Irakiens se retirant sur une ligne plus défendable le long de l'ancienne frontière entre les deux pays. Les Irakiens avaient établi de solides défenses et leur moral était au plus haut, s'agissant de défendre leur propre nation. Cependant, les Iraniens étaient persuadés que la victoire était imminente. En 1983, l'armée régulière est mise à l'écart par le gouvernement islamique iranien, les milices religieuses devenant à présent le pilier des forces armées iraniennes. L'armée régulière avait toujours été considérée après 1979 comme une source d'opposition possible au régime. En réponse à la « guerre des villes » initiée par les Irakiens, l'Iran décide de lancer une nouvelle offensive en 1984.

## Déroulement de l'opération
Après le succès de Valfajr 5 (Aube 5) qui permet de capturer Kut et de sécuriser une portion de l'autoroute Bagdad-Bassora, menée du 15 au 22 février, les Iraniens déclenchent l'opération  Valfajr 6 le 22 février. Si les Iraniens parviennent à percer des lignes de défenses irakiennes, ils sont trop épuisés matériellement et physiquement pour s'attaquer aux lignes suivantes et ne sont pas en mesure de continuer leur percée. L'opération est annulée le 24 février.

## Conséquences
L'échec de l'opération avait été déjà anticipé avant que l'attaque elle-même n'ait été lancée. Les défenses irakiennes dans la région étaient trop puissantes. Cependant, l'offensive permit d'attirer une partie importante de l'armée irakienne dans ce secteur, laissant le reste du front vulnérable. Le 14, les Iraniens de l'opération Khaibar parviennent à s'emparer de l'île de Majnoun, à 64 kilomètres de Bassora. L'attaque a été cependant contenue par une contre-attaque irakienne avec l'utilisation d'armes chimiques (gaz moutarde et sarin). Sachant que la guerre ne pourrait être gagnée Rouhollah Khomeini accepte une trêve mais les Irakiens profitent de l'occasion pour tenter d'envahir à nouveau le Khouzistan, invasion qui s'avère être un échec. Saddam Hussein ordonne alors à ses troupes de se retirer d'Iran et la guerre prend fin en 1988.